# Stephen Glanville
Stephen Ranulph Kingdon Glanville (Londen, 26 april 1900 - Cambridge, 26 april 1956) was een Engelse Egyptoloog.
Glanville studeerde aan de Universiteit van Oxford. In 1922 begon hij te werken voor de Egyptische regering waar hij in 1923 onderzoek deed in Amarna in opdracht van de "Egyptian Exploration Society" waarvan hij in 1951 tot aan zijn dood aan het hoofd stond.
Ook was hij een assistent in het "Departement Egyptische en Syrische antiqiteiten" in het British Museum.
Tijdens 1929 tot en met 1935 gaf hij Egyptologie aan de universiteit van Oxford. Daara gaf hij tot 1935 les aan de universiteit van Londen.
- Bibliothèque nationale de France: cb12876722z (data)
- Gemeinsame Normdatei: 172098920
- International Standard Name Identifier: 0000 0001 1060 7832
- Library of Congress Control Number: n94110655
- Nationale Bibliotheek van Tsjechië: mub20201094919
- Nationale Bibliotheek van Israël: 987007288518805171
- Nederlandse Thesaurus van Auteursnamen: 073913049
- Istituto Centrale per il Catalogo Unico: CUBV089460
- Système universitaire de documentation: 139422773
- Trove: 1092583
- Virtual International Authority File: 46889793
- WorldCat: E39PBJvRPWPW47hgwbtcYdk4bd